# Antti Tyrväinen
Antti Eerkki Tyrväinen (Ylöjärvi, 5 novembre 1933 – Tampere, 13 ottobre 2013) è stato un biatleta finlandese.

## Palmarès

### Olimpiadi invernali
- Argento a Squaw Valley 1960 nei 20 km individuale.

### Mondiali
- Oro a Umeå 1961 nella gara a squadre.
- Argento a Hämeenlinna 1962 nella gara a squadre.
- Argento a Hämeenlinna 1962 nella gara individuale.
- Argento a Seefeld 1963 nella gara a squadre.
- Argento a Seefeld 1963 nella individuale.
- Bronzo a Elverum 1965 nella gara individuale.